# Mata (album)
Mata è il sesto album in studio della cantante inglese M.I.A., pubblicato nel 2022.

## Tracce
1. F.I.A.S.O.M. Pt. 1 – 1:30
2. F.I.A.S.O.M. Pt. 2 – 2:49
3. 100% Sustainable – 2:23
4. Beep – 2:01
5. Energy Freq – 2:45
6. The One – 2:26
7. Zoo Girl – 2:52
8. Time Traveller – 3:03
9. Popular – 3:07
10. Puththi (featuring Navz-47) – 2:40
11. K.T.P. (Keep the Peace) – 2:15
12. Mata Life – 1:32
13. Marigold – 3:36

## Sample
- In K.T.P. (Keep the Peace) è presente un sample di Maps, canzone degli Yeah Yeah Yeahs.[1]